# Franz Brandstaetter
Franz Brandstaetter (* 1980) ist ein österreichischer Visual-Effects-Künstler, Supervisor und Professor an der Filmakademie Wien.

## Leben und Schaffen
Franz Brandstaetter absolvierte 2005 die Fachhochschule Salzburg im Fachgebiet MultiMediaTechnology. Er startete seine Karriere in Deutschland in der Computer Visualisierung vor allem für die Automobilindustrie, u. a. für BMW, Audi, Lamborghini oder Maserati. Ergebnisse davon sind heute im BMW Museum zu sehen.
2011 führte ihn sein Weg nach London, wo er unter anderem an Harry Potter und die Heiligtümer des Todes – Teil 2 (2011) von David Yates und Pirates of the Caribbean – Fremde Gezeiten (2011) von Rob Marshall arbeitete. Im Anschluss war er Lead Compositing Artist für den Film Hugo Cabret (2011) von Martin Scorsese. Sein Team wurde dafür 2012 mit dem Oscar für die Besten Visuellen Effekte ausgezeichnet.
2012 kehrte er nach Deutschland zurück und arbeitete als Freelance VFX Supervisor, Compositing Supervisor und Compositing Artist an zahlreichen Filmen, unter anderem an Marvel’s The Avengers (2012) von Joss Whedon, Cloud Atlas (2012) von Tom Tykwer, Lana Wachowski und Lilly Wachowski und dem Fernsehdrama Unsere Mütter, unsere Väter (2013) von Philipp Kadelbach.
Im Jahre 2012 begründete er gemeinsam mit Laura Langhammer (B.A.) die Full-Service Agentur Flavor3d mit dem Fokus auf die Umsetzung von hochqualitativen CGI Projekten, vom Konzept bis zum Finishing.
Ab Mitte 2014 kehrte Franz Brandstätter wieder an den Artist Schreibtisch zurück und wurde als Compositing Supervisor für Who Am I – Kein System ist sicher (2014) von Baran bo Odar engagiert. Viele weitere Filme als Artist oder Supervisor folgten, darunter Point Break (2015) von Ericson Core, The Shallows – Gefahr aus der Tiefe (2016) von Jaume Collet-Serra oder Transformers: The Last Knight (2017) von Michael Bay.
Neben Hollywoodfilmen war er auch an etlichen heimischen Filmen beteiligt, etwa als VFX Supervisor an dem erfolgreichen Film Willkommen bei den Hartmanns (2016) von Simon Verhoeven, Das Pubertier – Der Film (2017) von Leander Haußmann oder dem Stuttgarter Tatort: Stau (2017). Im Jahr 2020 war Franz der verantwortliche VFX Supervisor für den Science-Fiction-Film Rubikon (von Lena Lauritsch). Danach zog es ihn wieder nach Hollywood, wo er unter anderem für Carnival Row2 und StarTrek Discovery seine künstlerische Arbeit leistete.
2023 zeichnete er verantwortlich für eine Reihe an VFX Shots im Film Asteroid City von Wes Anderson, was gleichzeitig zu einer Vertiefung der Arbeit führte und ihm den Auftrag einbrachte, an Andersons Serien-Debüt The Wonderful Life of Henry Sugar zu arbeiten.

## Lehre
Seit 2008 unterrichtet er an der Fachhochschule Salzburg im Studiengang MultiMedia Art in den Fächern Farbkorrektur und Film-Compositing, sowohl im Bachelor- als auch im Master-Studium. Von 2016 bis 2019 unterrichtete er an der Filmakademie Wien das Fach Digital Set-Extension im Studiengang Digital Art – Compositing. Seit Oktober 2019 ist er Universität - Professor für Digital Art – Compositing an der Filmakademie Wien – Institut für Film und Fernsehen an der Universität für Musik und darstellende Kunst Wien.

## Auszeichnungen
- 2011 BAFTA Award - BEST VFX Harry Potter und die Heiligtümer des Todes – Teil 2
- 2012 VES Award - Outstanding Supporting VFX in a Feature Film Hugo Cabret

## Filme
- 2011 Pirates of the Caribbean – Fremde Gezeiten
- 2011 Harry Potter und die Heiligtümer des Todes – Teil 2
- 2011 Hugo Cabret
- 2012 Victor and the Secret of Crocodile Mansion
- 2012 Marvel’s The Avengers
- 2012 Das Hochzeitsvideo
- 2012 Cloud Atlas
- 2013 Generation War
- 2014 Big Game – Die Jagd beginnt
- 2014 Who Am I – Kein System ist sicher
- 2014 Das Hotelzimmer
- 2015 Macho Man
- 2015 Point Break
- 2015 Berlin One
- 2016 Unfriend
- 2016 The Wild Soccer Bunch 6
- 2016 The Shallows – Gefahr aus der Tiefe
- 2016 Welcome to Germany
- 2016 Jack the Ripper – Eine Frau jagt einen Mörder
- 2017 Power Rangers
- 2017 Tatort: Stau
- 2017 Transformers: The Last Knight
- 2017 Teenosaurus Rex
- 2017 Bullyparade – Der Film
- 2017 American Renegades
- 2017 Born Evil
- 2018 I Hot Dog
- 2018 Hilfe, ich hab meine Eltern geschrumpft
- 2021 Rubikon
- 2021 Carnival Row 2
- 2022 Star Trek Discovery